# Хлопотное
Хлопотное — посёлок Верхнехавского района Воронежской области. В народе посёлок называют Благодатное и Самбикино. 
Входит в состав Правохавского сельского поселения.

## История
Известно, что поселок был образован примерно в 1780-1785 годах переселенцами из соседних сел – Макарье и Орлово. В начале XX века в километре от Хлопотного на берегу пруда Вяльчиха стояло имение здешней помещицы Авдотьи Самбикиной, от которого сейчас не осталось и развалин. Некоторые дома Хлопотного, построенные еще на рубеже XIX и XX веков, выделяются монолитной кладкой. 

## География

### Улицы
- ул. Ленина.

## Население
| 2000 | 2005 | 2010 |
| ---- | ---- | ---- |
| 32   | ↘13  | ↗14  |